# La Souche
La Souche is een gemeente in het Franse departement Ardèche (regio Auvergne-Rhône-Alpes) en telt 356 inwoners (2011). De plaats maakt deel uit van het arrondissement Largentière.

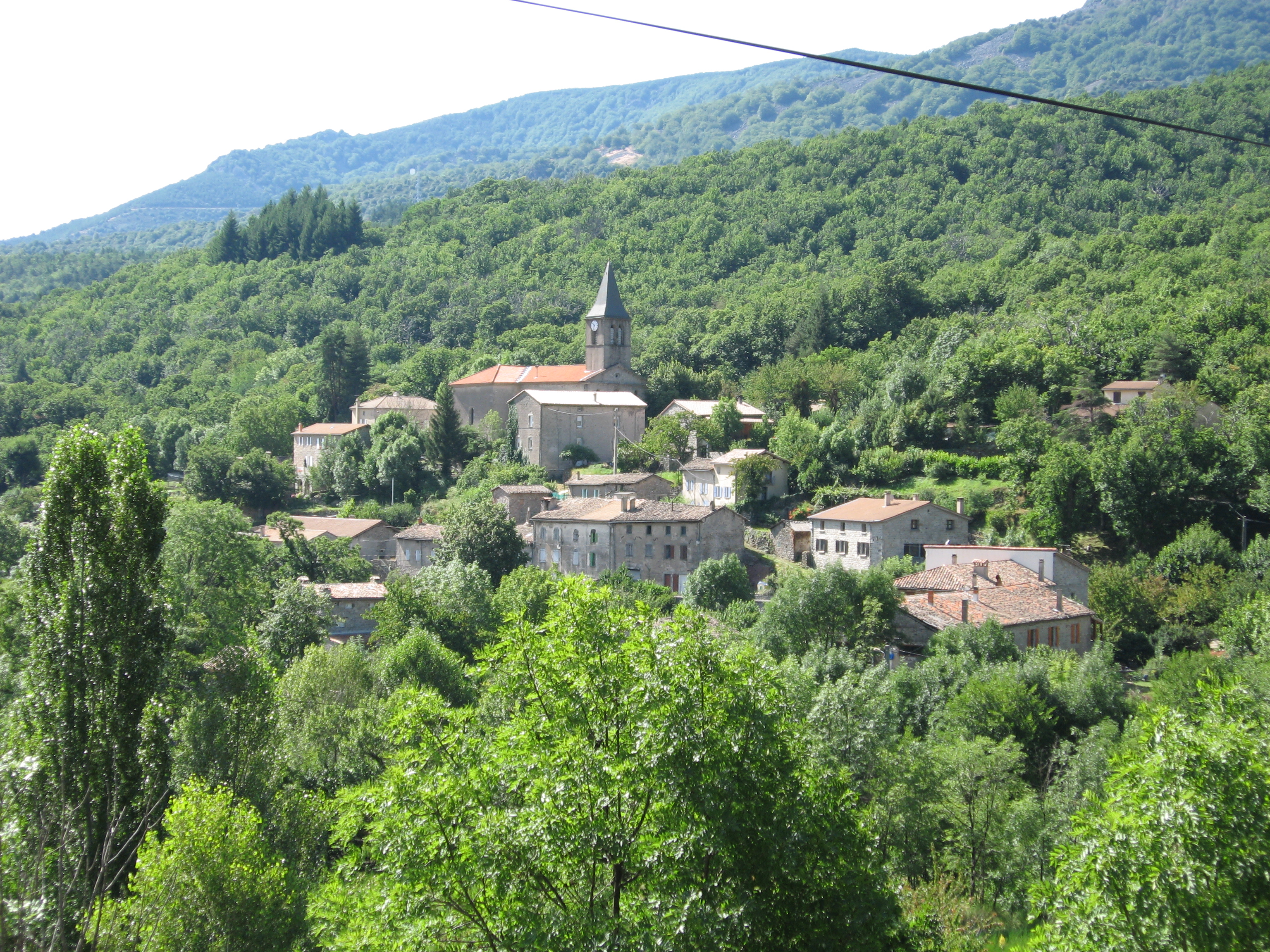
Zicht op La Souche

## Geografie
De oppervlakte van La Souche bedraagt 31,5 km², de bevolkingsdichtheid is 11 inwoners per km².

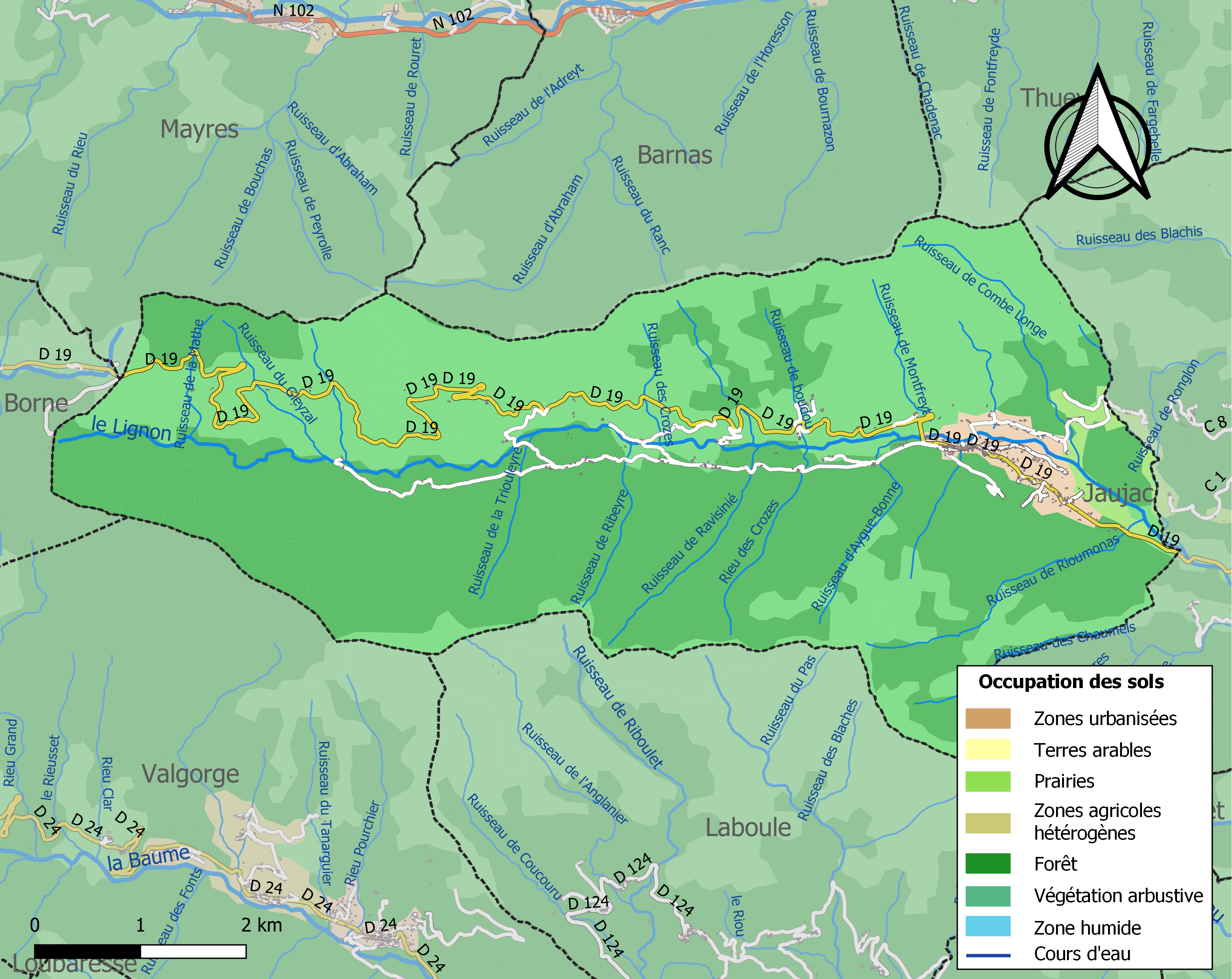
Kaart van de gemeente met belangrijkste infrastructuur, bodemgebruik en omliggende gemeenten

## Demografie
Onderstaande figuur toont het verloop van het inwonertal (bron: INSEE-tellingen).

Vanwege een beveiligingsprobleem met de MediaWiki Graph-software is het momenteel niet mogelijk deze grafiek weer te geven. Zodra de software is bijgewerkt zal de grafiek vanzelf weer zichtbaar worden.